# Somnis d'una escriptora a Nova York
Somnis d'una escriptora a Nova York (títol original en anglès: My Salinger Year) és una pel·lícula dramàtica del 2020 escrita i dirigida per Philippe Falardeau, de producció irlandesa i canadenca, basada en les memòries del mateix nom de Joanna Rakoff. És protagonitzada per Margaret Qualley, Sigourney Weaver i Douglas Booth, Seána Kerslake, Colm Feore i Brían F. O'Byrne.
La pel·lícula es va estrenar al 70è Festival Internacional de Cinema de Berlín el 20 de febrer de 2020. Es va estrenar al Canadà i als Estats Units el 5 de març de 2021 i a Irlanda el 21 de maig del mateix any.
Ha estat doblada i subtitulada al català.
Es va estrenar en versió subtitulada en català el 20 d'abril de 2021 als cinemes Verdi de Barcelona en el BCN Film Fest.

## Argument
Ambientada a Nova York, anys 90. La Joanna (Margaret Qualley) és una jove que aspira a ser una gran escriptora que aconsegueix feina en una de les agències literàries més importants com a ajudant de la Margaret (Sigourney Weaver), l'agent literària de J D Salinger. Entre altres feines a l'agència, la Joanna ha de respondre les nombroses cartes que envien els seguidors de tot el món a l'autor de El vigilant en el camp de sègol. Apartant-se del que té establert, comença a personalitzar les respostes.

## Repartiment
- Margaret Qualley: Joanna
- Sigourney Weaver: Margaret
- Douglas Booth: Don
- Seána Kerslake: Jenny
- Brían F. O'Byrne: Hugh
- Colm Feore: Daniel
- Théodore Pellerin: noi
- Yanic Truesdale: Max
- Hamza Haq: Karl
- Leni Parker: Pam
- Ellen David: Agent
- Romane Denis: noia
- Tim Post: J. D. Salinger
- Gavin Drea: Mark

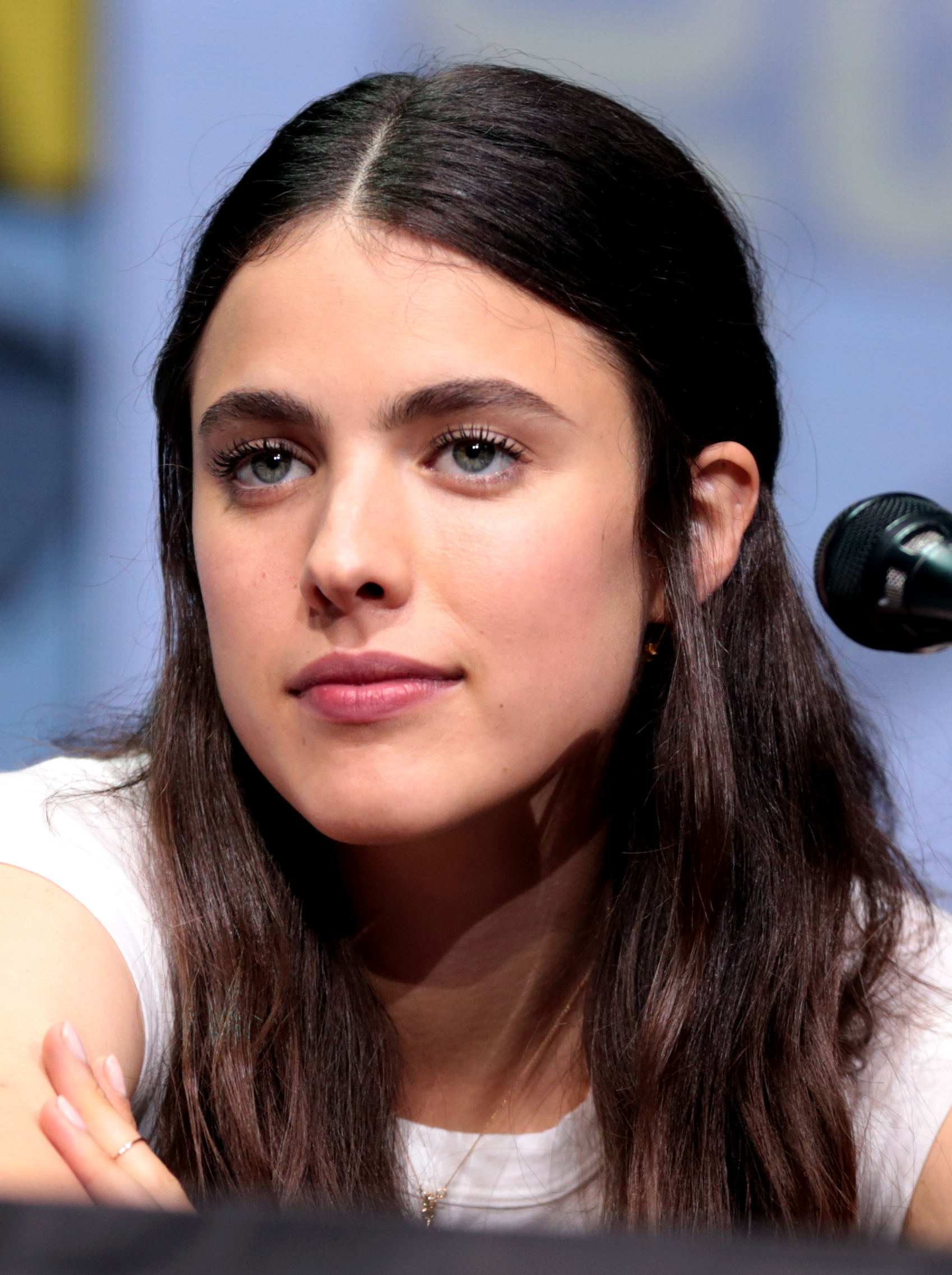
Margaret Qualley
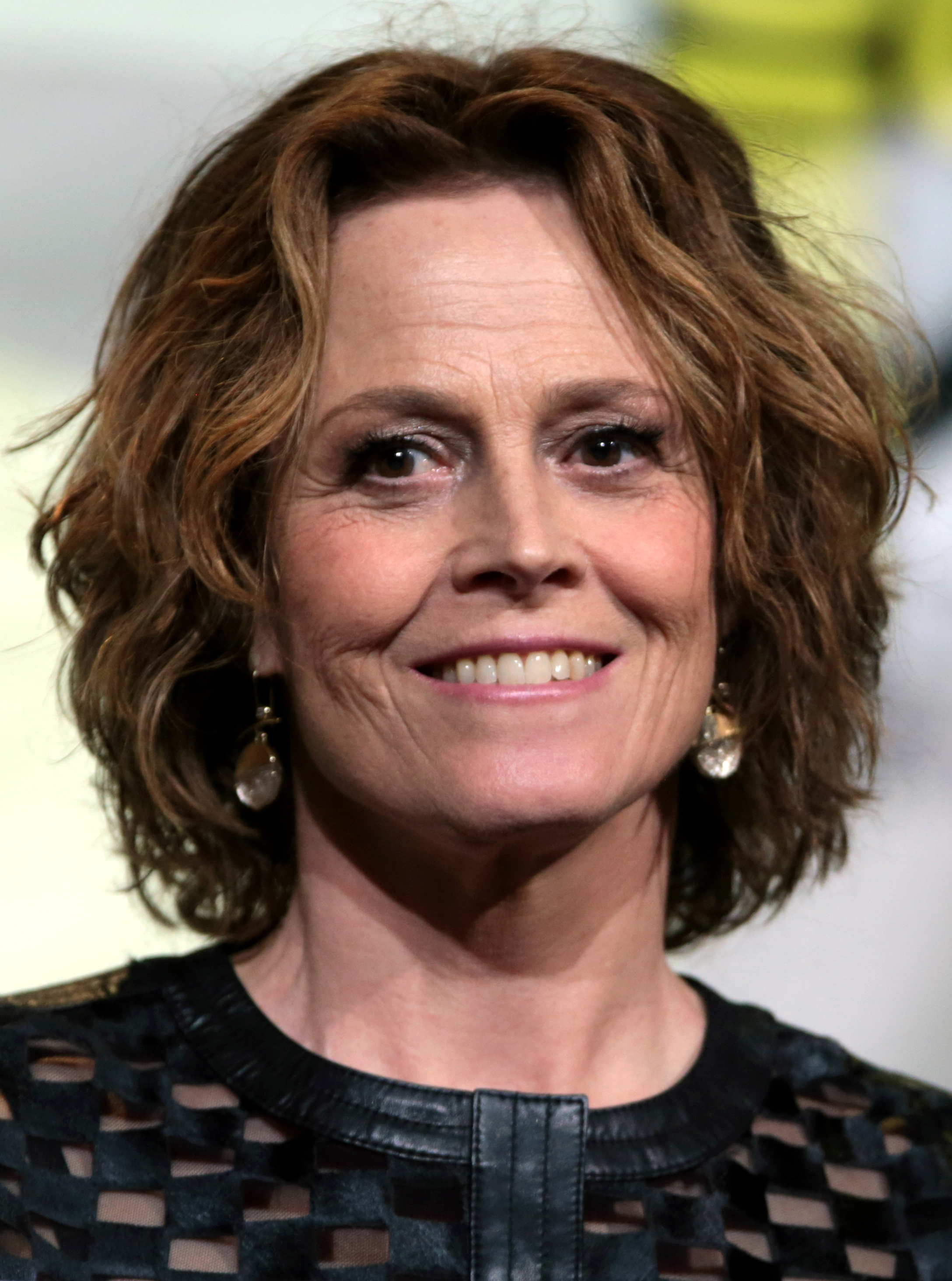
Sigourney Weaver
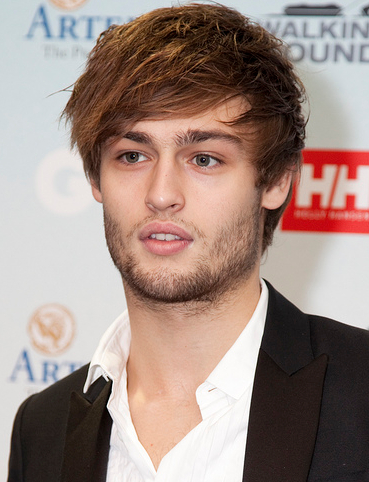
Douglas Booth

## Al voltant de la pel·lícula
El cineasta quebequès Philippe Falardeau, director de Monsieur Lazhar (2011), film nominat a l'Oscar a la millor pel·lícula de parla no anglesa, ja havia llegit de jove El vigilant en el camp de sègol, admirador de la novel·la de Salinger, en la seva relectura d'adult en va poder veure que era un llibre sentimental sobre la depressió, molt més profund. Falardeu adapta en aquest film, My Salinger Year, el llibre autobiogràfic de Joanna Rakoff que, a finals dels noranta, quan somiava arribar a ser escriptora, va estar treballant a l’editorial de Nova York que publicava el novel·lista, parlava amb ell per telèfon i s’ocupava de tot el correu que rebia Salinger, l'autor d'una de les novel·les més famoses del segle xx, un home misteriós, que fugia de la gent, especialment dels seus fans i vivia aïllat.

## Recepció

### Crítica
A l'agregador en línia de ressenyes de pel·lícules Rotten Tomatoes, My Salinger Year obté una valoració positiva del 71% dels crítics sobre un total de 87 revisions, amb una valoració mitjana de 6,3/10. El públic la valora amb un 3,4 sobre 5.
Segons l'opinió de Gary Goldstein, a Los Angeles Times, My Salinger Year és una pel·lícula encantadora i captivadora basada en les memòries de Joanna Rakoff sobre el seu breu temps treballant a la venerable agència literària de Madison Avenue que va representar un autor icònic. L'equilibri d'intentar escriure quan es consumeix per una feina diària, de la Joanna és gestionat amb gràcia, tendresa i credibilitat commovedora per Qualley en concert amb la direcció i el guió intel·ligents i atractius de Philippe Falardeau.